# Danny Tiatto
Daniele "Danny" Amadeo Tiatto (Werribee, Australia, 22 de mayo de 1973) es un futbolista australiano aunque de ascendencia italiana, se desempeña como lateral, centrocampista o volante, desempeñándose sobre todo en la banda izquierda. Actualmente juega en el St. Albans Saints australiano.

## Clubes
| Club                 | País       | Años        |
| -------------------- | ---------- | ----------- |
| FC Bulleen Lions     | Australia  | 1992 - 1994 |
| Melbourne Knights FC | Australia  | 1994 - 1996 |
| Salernitana 1919     | Italia     | 1996 - 1997 |
| FC Baden             | Suiza      | 1997        |
| Stoke City FC        | Inglaterra | 1998        |
| Manchester City      | Inglaterra | 1998 - 2004 |
| Leicester City       | Inglaterra | 2004 - 2007 |
| Brisbane Roar FC     | Australia  | 2007 - 2010 |
| Melbourne Knights FC | Australia  | 2010        |
| St. Albans Saints    | Australia  | 2011 -      |

- Datos: Q925225